# Segreto svanito
Segreto svanito (The Vanishing Private) è un film del 1942 diretto da Jack King. È un cortometraggio animato della serie Donald Duck, prodotto dalla Walt Disney Productions e uscito negli Stati Uniti il 25 settembre 1942, distribuito dalla RKO Radio Pictures. Il film segue Paperino e Pietro Gambadilegno durante gli anni della seconda guerra mondiale.

## Trama
Su ordine del sergente Pietro Gambadilegno, Paperino sta dipingendo un cannone usando vernici sgargianti, ma il sergente si infuria, ricordandogli che deve dipingerlo in modo che non si veda. Paperino entra in un laboratorio sperimentale nelle vicinanze, dove trova della vernice in grado di rendere invisibile e comincia a usarla sul cannone. Mentre Paperino è all'interno del cannone per finire il lavoro, arriva sul posto il sergente, il quale, non vedendo il cannone, si allarma pensando che esso sia stato rubato, ma immediatamente si accorge della pittura invisibile e soffia il papero fuori dal cannone. Paperino cade nel secchio della vernice diventando invisibile, per poi scappare a gambe levate, seguito da Pietro. Dopo un rocambolesco inseguimento, il sergente prende numerose granate, con le quali intende uccidere Paperino, venendo fermato dal generale. Paperino, però, usa la spada del generale per pungere il sedere di Pietro; così facendo tutte le granate che aveva gli cadono, provocando una grande esplosione. In seguito Pietro viene dichiarato pazzo e rinchiuso in una cella imbottita, incatenato e con una camicia di forza. A fare la guardia al sergente c'è Paperino, tornato visibile; Pietro tenta inutilmente di convincere il papero a dire la verità al generale.

## Distribuzione

### Edizioni home video

#### VHS
- Paperino marmittone (aprile 1986)

#### DVD
Il cortometraggio è incluso nel DVD Walt Disney Treasures: Semplicemente Paperino - Vol. 2.